# Vrata IN
| VHOD | VHOD | IZHOD  |
| ---- | ---- | ------ |
| A    | B    | A IN B |
| 0    | 0    | 0      |
| 0    | 1    | 0      |
| 1    | 0    | 0      |
| 1    | 1    | 1      |

Vrata IN (angleško vrata AND) so osnovna digitalna logična vrata, ki implementirajo logično konjunkcijo – obnašajo se v skladu z resničnostno tabelo na desni. Izhod HIGH (1) se ustvari le, če sta oba vhoda vrat IN tudi HIGH (1). Če ni noben ali samo en vhod enak HIGH, je izhod LOW. Ta funkcija se lahko razširi na želeno količino vhodov.

## Simboli
Za vrata IN obstajajo trije simboli: Ameriški (ANSI ali 'vojaški') simbol in IEC ('Evropski' ali 'pravokotni') simbol, pa tudi že zastarel DIN simbol. Lahko se dodajo dodatni vhodi. Za več informacij, glej Simboli logičnih vrat. Lahko se označi tudi z "^" ali "&".
|                 |            |            |
| MIL/ANSI simbol | IEC simbol | DIN simbol |

Vrata IN z vhodoma A in B ter z izhodom C implementirajo logični izraz {\displaystyle C=A\cdot B}. Ta izraz se lahko označi tudi z C=A^B ali C=A&B.

## Implementacije
- Vrata AND z uporabo diod
- Vrata AND z uporabo tranzistorjev
- NMOS vrata AND

Vrata IN se po navadi ustvarijo z uporabo kanala N (na sliki) ali P MOSFET-i. Digitalna vhoda a in b ustvarita izhod F, ki ima enak izhod kot funkcija IN.

### Analitična predstavitev
{\displaystyle f(a,b)=a*b} je analitična predstavitev vrat IN:
- {\displaystyle f(0,0)=0*0=0}
- {\displaystyle f(0,1)=0*1=0}
- {\displaystyle f(1,0)=1*0=0}
- {\displaystyle f(1,1)=1*1=1}

### Alternative
Če ni dostopnih nobenih vrat IN, se lahko le-ta naredijo z uporabo vrat NAND ali NOR, saj so vrata NAND in NOR "univerzalna vrata", kar pomeni, da lahko naredijo vsa ostala.
| Želena vrata | Konstrukcija z NAND | Konstrukcija z NOR |
| ------------ | ------------------- | ------------------ |
|              |                     |                    |

## Paket IC
Vrata IN so dostopna v IC paketih. 7408 IC je znan paket QUAD 2-Input AND GATES in vsebuje štiri neodvisna vrata, od katerih vsaka izvedejo logično funkcijo IN.